# Knautia caroli-rechingeri
Knautia caroli-rechingeri är en tvåhjärtbladig växtart som beskrevs av K. Micevski. Knautia caroli-rechingeri ingår i släktet åkerväddar, och familjen Dipsacaceae. Inga underarter finns listade i Catalogue of Life.